# Lũy Hoa Phong
Lũy Hoa Phong có tên chữ là Hoa Phong Cổ Lũy, tục gọi là lũy Lão Cầm; là một công trình bằng đất được làm ra để bảo vệ trấn thành Gia Định vào khoảng năm 1700, dưới triều chúa Nguyễn Phúc Chu trong lịch sử Việt Nam.

## Lịch sử
Sách Gia Định thành thông chí của Trịnh Hoài Đức ở đầu thời Nguyễn chép:
Lũy Hoa Phong ở huyện Bình Dương, cách về phía tây của trấn (trấn Gia Định) 62 dặm rưỡi . Năm Canh Thìn đời Hiển Tông (miếu hiệu chúa Nguyễn Phúc Chu) thứ 10 (1700), Thống suất Chưởng cơ Nguyễn Lễ (Nguyễn Hữu Cảnh) bình định Cao Miên (còn được gọi là Chân Lạp, nay là Campuchia) rồi đắp nên, nay nền cũ vẫn còn .
Về sau, chi tiết "bình định Cao Miên rồi đắp nên" có lẽ là không chính xác (vì Thống suất Cảnh đã mất ở Rạch Gầm [nay thuộc tỉnh Tiền Giang] vào tháng 4 năm ấy khi chưa về tới Gia Định), nên sách Đại Nam nhất thống chí soạn dưới triều Tự Đức đã điều chỉnh lại là lũy được đắp "trước khi" hành quân, và còn cho biết lũy dài 1.187 trượng.
Theo nghiên cứu của nhà văn Sơn Nam, thì người chỉ huy công trình là một thuộc tướng của Thống suất Cảnh tên là Cầm (nói trại là Dầm, có thể vì kỵ húy). Hiện nay, lũy Hoa Phong (tục gọi là lũy Lão Cầm) chính là đường Phú Thọ Hòa, thuộc phường Phú Thọ Hòa, quận Tân Bình, Thành phố Hồ Chí Minh.
Và cũng theo nhà văn này, vào năm Tân Hợi (1731), lũy Tây Hoa được đắp nối với lũy Hoa Phong. Nguyên do là vì vào năm ấy, một người Lào tên là Sa Tốt cầm đầu một nhóm người Chân Lạp khá đông tràn đến Bến Lức (nay thuộc Long An), kéo qua Vườn Trầu (nay thuộc Hốc Môn). Khi ấy, tướng Trần Đại Định (con Trần Thượng Xuyên, và là rể Mạc Cửu) mang quân ra đánh chận được. Để bảo vệ trấn thành lâu dài, ông bèn đốc quân đắp thêm lũy Tây Hoa (1731).

## Thông tin liên quan
- Trong sách Gia Định xưa của nhà biên khảo Huỳnh Minh có đoạn chép:

Đời Hiển Tông, năm thứ 10 (Canh Thìn, 1700), Thống suất Chưởng cơ Nguyễn Hữu Cảnh bình định đất Cao Miên. Bấy giờ có viên thuộc tướng là Đốc đồng Lão Cầm được giao phó cho việc đắp thành, đắp lũy. Lão Cầm đứng ra trông nom cho dân quân đắp một cái lũy dài ở địa phận hai huyện Bình Dương và Bình Long, dài 2.187 trượng...Lũy được đắp xong, Chưởng cơ Nguyễn Hữu Cảnh kỷ công (ghi chép công lao) viên Đốc đồng Lão Cầm đã tận lực phục vụ, nên đặt tên lũy là Lão Cầm. Đoạn giữa lũy lại có nơi chia làm 2 khúc, một khúc gọi là lũy Tây Hoa, và khúc kia gọi là lũy Hoa Phong .
- Danh thần Trịnh Hoài Đức đã ca ngợi 20 thắng cảnh của đất Gia Định xưa, trong đó có lũy Hoa Phong, trích:

Lâm ngoại hoa phong thủy ngoại thôn,
Tướng quân tiền khứ, thủy do tồn...
Hoàng Phủ Ngọc Phan lược dịch: 
Ngoài rừng có lũy Hoa Phong,
Có dòng nước nhỏ lượn quanh xóm làng.
Tướng quân xưa đã không còn,
Mà nền đất cũ chưa mòn chiến công...